# Caspar Corbeau
Caspar James Corbeau (* 3. April 2001 in Santa Cruz, Kalifornien) ist ein niederländischer Schwimmer. Er gewann bis 2024 bei Olympischen Spielen eine Bronzemedaille, bei Weltmeisterschaften zweimal Silber sowie bei Europameisterschaften auf der Kurzbahn einmal Gold und dreimal Bronze.

## Sportliche Karriere
Corbeaus Großeltern väterlicherseits stammen aus den Niederlanden, weshalb er sowohl die Staatsangehörigkeit der Vereinigten Staaten als auch die der Niederlande besitzt. Beide Elternteile traten als Schwimmer für ihr College an. Caspar Corbeau studierte an der University of Texas at Austin und schwamm für deren Sportteam, die Longhorns. In den Niederlanden startet er für ZPC Amersfoort.

### Die Jahre bis zur ersten Olympiateilnahme 2021
Bei den Junioreneuropameisterschaften 2018 gewann Corbeau eine Bronzemedaille über 200 Meter Brust, über 100 Meter Brust belegte er den vierten Platz. Drei Monate später trat Corbeau bei den Olympischen Jugendspielen in Buenos Aires an. Er wurde Sechster über 100 Meter Brust und Vierter über 200 Meter Brust. 2019 gewann Corbeau bei den Junioreneuropameisterschaften gleich drei Medaillen. Über 50 Meter Brust wurde er Dritter, auf den beiden längeren Brustdistanzen jeweils Zweiter. Über 100 Meter Brücken schlug er nur 0,02 Sekunden hinter dem Russen Alexander Schigalow an.
2020 fanden wegen der COVID-19-Pandemie keine internationalen Meisterschaften statt. Im Mai 2021 wurden die eigentlich für 2020 geplanten Europameisterschaften in Budapest ausgetragen. Corbeau schied über die beiden kürzeren Bruststrecken im Vorlauf aus. Über 200 Meter Brust erreichte er das Finale und belegte den siebten Platz. Zwei Monate später fanden die ebenfalls verschobenen Olympischen Spiele in Tokio statt. Über 100 Meter Brust belegte er in den Vorläufen den 25. Platz. Über 200 Meter Brust schwamm Corbeau die 21. Zeit.

### Die Jahre bis zur zweiten Olympiateilnahme 2024
Im Juni 2022 bei den Weltmeisterschaften in Budapest erreichte Corbeau über die beiden kurzen Strecken jeweils das Halbfinale, über 200 Meter Brust schwamm er im Endlauf auf den siebten Platz. Im Dezember 2022 bei den Kurzbahnweltmeisterschaften in Melbourne wurde Corbeau Achter mit der 4-mal-100-Meter-Freistilstaffel und Achter mit der 4-mal-50-Meter-Lagenstaffel. Bei seinen Einzelstarts erreichte er kein Finale. Die 4-mal-50-Meter-Mixed-Lagenstaffel mit Kira Toussaint, Caspar Corbeau, Nyls Korstanje und Valerie van Roon erreichte das Finale mit der viertschnellsten Vorlaufzeit. Im Finale schwammen Toussaint, Corbeau, Maaike de Waard und Thom de Boer, die Staffel wurde aber disqualifiziert.
2023 später bei den Weltmeisterschaften in Fukuoka erreichte Corbeau das Finale über 200 Meter Brust und belegte als bester Europäer den fünften Rang mit 0,68 Sekunden Rückstand auf Bronze. Ende 2023 bei den Kurzbahneuropameisterschaften in Otopeni siegten die Italiener in der 4-mal-50-Meter-Lagenstaffel vor den Briten. Dahinter erschwammen Jesse Puts, Caspar Corbeau, Sean Niewold und Kenzo Simons die Bronzemedaille. Thom de Boer war nur im Vorlauf eingesetzt worden und erhielt ebenfalls eine Medaille. Über 100 Meter Brust gewann Corbeaus Landsmann Arno Kamminga vor dem Italiener Nicolò Martinenghi, mit 0,14 Sekunden Rückstand auf Kamminga wurde Corbeau Dritter. Über 200 Meter Brust siegte Corbeau mit 0,33 Sekunden Vorsprung auf den Isländer Anton McKee, Kamminga wurde Dritter. Über 50 Meter Brust wurde Corbeau Fünfter hinter seinem Landsmann Koen de Groot auf dem vierten Platz. Zum Abschluss der Wettbewerbe erkämpften Kira Toussaint, Caspar Corbeau, Tessa Giele und Kenzo Simons den dritten Platz in der 4-mal-50-Meter-Mixed-Lagenstaffel hinter Italien und Frankreich. Arno Kamminga, Sean Niewold und Valerie van Roon erhielten eine Medaille für ihren Vorlaufeinsatz.
Im Februar 2024 bei den Weltmeisterschaften in Doha wurde Corbeau Siebter über 100 Meter Brust, über 50 Meter Brust schied er im Halbfinale aus. Über 200 Meter Brust war er Viertschnellster im Vorlauf und Dritter im Halbfinale. Im Endlauf siegte der Chinese Dong Zhihao mit 0,3 Sekunden Vorsprung vor Corbeau, der seinerseits 0,6 Sekunden vor Nic Fink aus den Vereinigten Staaten anschlug. Eine weitere Silbermedaille erhielt Corbeau für seinen Vorlaufeinsatz in der 4-mal-100-Meter-Lagenstaffel. Im Finale gewann die Staffel aus den Vereinigten Staaten mit 1,43 Sekunden Vorsprung vor Kai van Westering, Arno Kamminga, Nyls Korstanje und Stan Pijnenburg. Corbeau schwamm auch im Endlauf der 4-mal-100-Meter-Mixed-Freistilstaffel, die den sechsten Platz erreichte. Ende Juli fanden die Olympischen Spiele in Paris statt. Corbeau erreichte den Endlauf über 100 Meter Brust und belegte den achten Platz, Kamminga wurde Sechster. Über 200 Meter Brust war Corbeau Vierter im Vorlauf und im Halbfinale. Im Endlauf siegte der Franzose Léon Marchand vor dem australischen Titelverteidiger Zac Stubblety-Cook. Über eine Sekunde hinter dem Australier, aber eine halbe Sekunde vor dem Weltmeister Dong Zhihao erkämpfte Corbeau die Bronzemedaille. Die 4-mal-100-Meter-Mixed-Lagenstaffel mit Kira Toussaint, Caspar Corbeau, Nyls Korstanje und Marrit Steenbergen belegte den sechsten Platz.